# Koffer

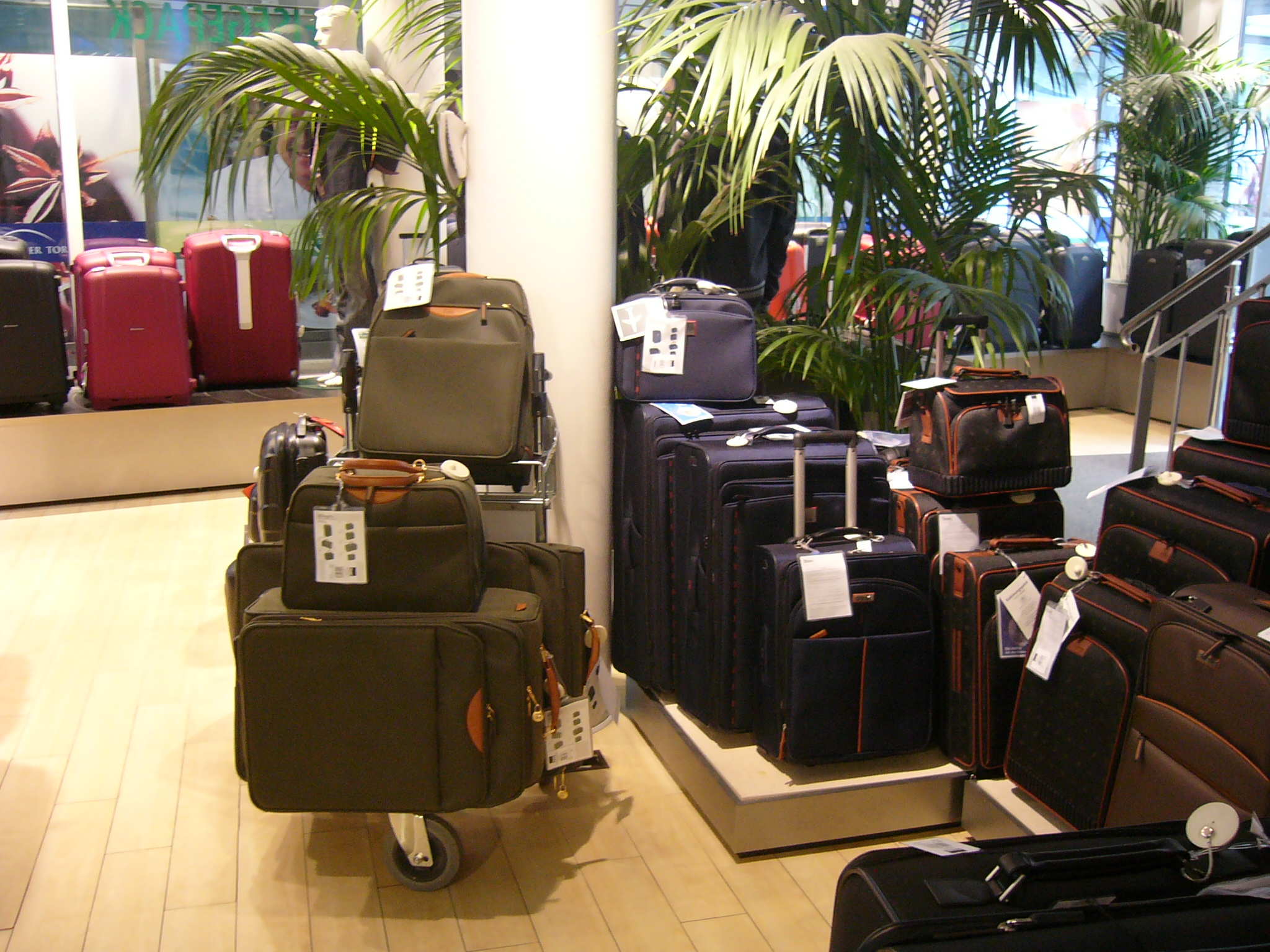
Verschiedene Reisekoffer

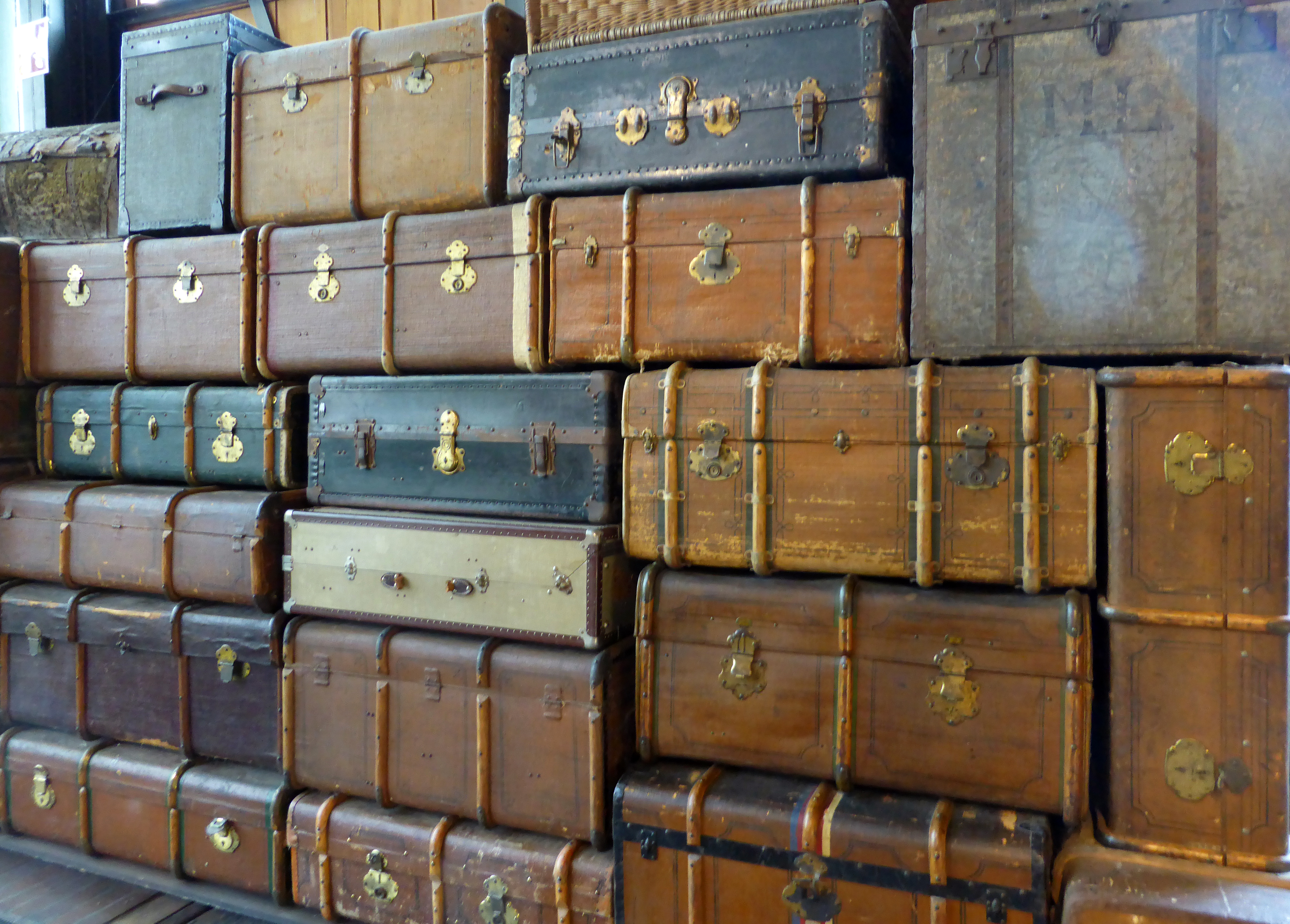
Historische Reisekoffer

Ein Koffer (von Französisch coffre, zurück auf Lateinisch cophinus für „Weidenkorb“, möglicherweise durch Vermittlung von Arabisch guffa, „Flechtkorb“) ist ein quaderförmiges robustes, mit einem Deckel versehenes, verschließbares Behältnis für den manuellen Transport von Gegenständen. Vorgänger des Koffers sind Reisetruhen und Reisekisten aus (vulkanisiertem) Holz.
Ein Koffer ist mit einem oder mehreren Griffen zum Tragen oder Ziehen versehen. Manche Modelle können auf Rollen gezogen oder geschoben werden. Manche Koffer sind mittels eines Schlosses (Zahlenkombination oder Schlüssel) verschließbar.

## Arten

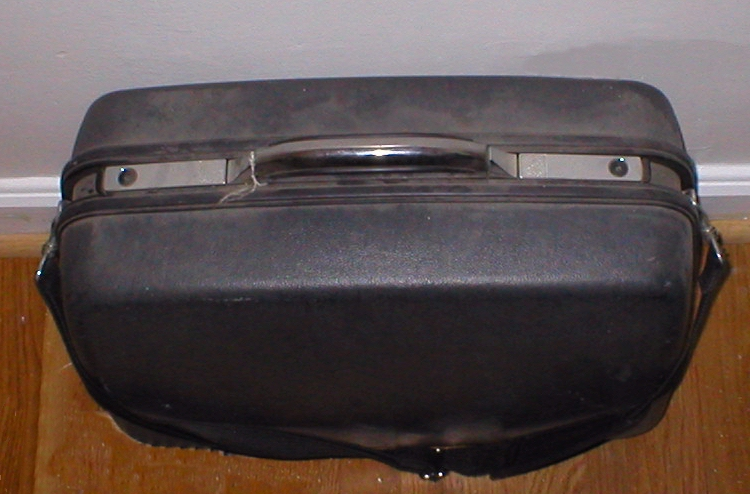
Reisekoffer

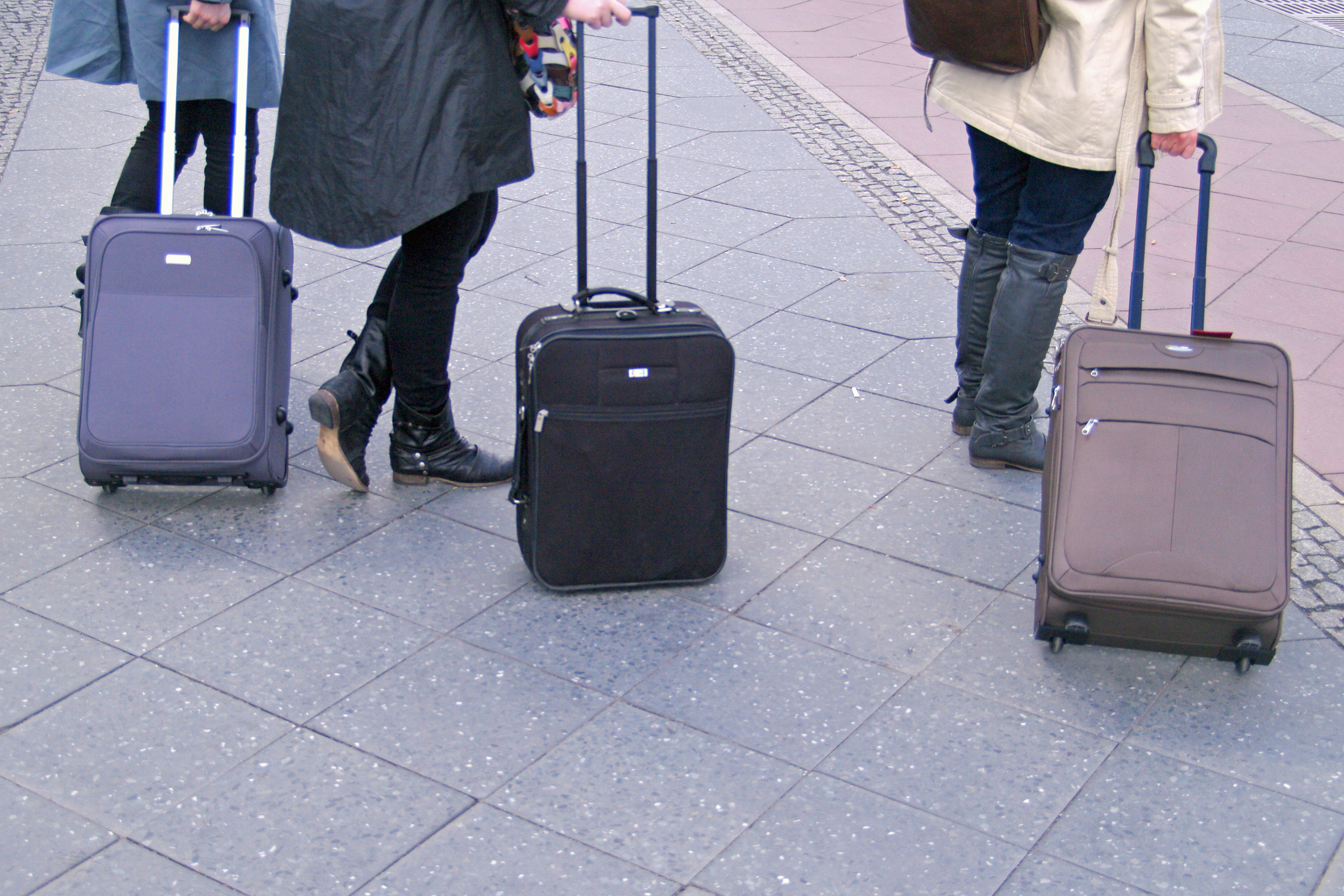
Drei Trolleys im Einsatz

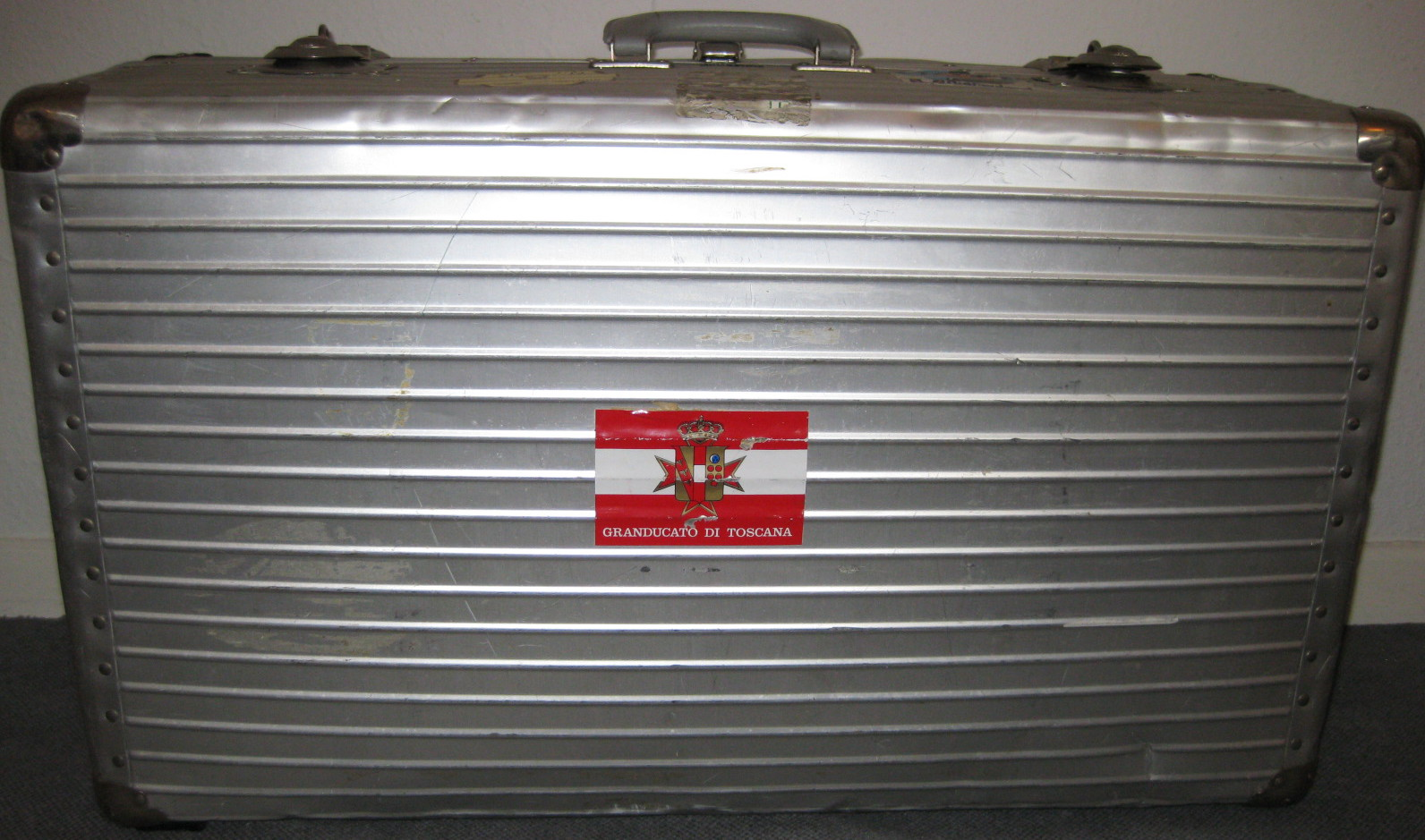
Rimowa-Koffer aus den frühen 1980er-Jahren aus Aluminium mit den typischen Sicken

Die häufigste Verwendung ist die als Reisekoffer. In diese Koffer können die Gegenstände, die Personen auf Reisen mit sich führen, verstaut werden. Viele Koffer sind – neben einem Handgriff oder mehreren Handgriffen – mit Rollen und Zugschlaufen oder Zugstangen ausgestattet.
Eine Unterart des Reisekoffers ist der auch Trolley genannte Rollkoffer, ein Koffer mit zwei oder vier Rollen und einem ausfahrbaren Zugbügel. Dieser hat den klassischen Tragekoffer zumindest im Reisegebrauch größtenteils verdrängt. Es gibt auch Rucksäcke in Trolley-Ausführung.
Zu den zahlreichen Spezialkoffern, die sich in verschiedene Kategorien aufteilen lassen, können gehören:
- Pilotenkoffer sind Koffer der Flugzeugpiloten, die die Unterlagen für deren Flüge enthalten, und bei aufrecht stehendem Koffer von oben zugänglich sind.
- Der Aktenkoffer – auch als Diplomaten- oder Attachékoffer bezeichnet – dient dem Transport von Schriftstücken, bei ihm wird üblicherweise eine der Breitseiten geöffnet.
- Werkzeugkoffer sind Koffer für Techniker oder Handwerker und enthalten Werkzeuge, Material und Geräte.
- Geldkoffer sind robuste Koffer, die in der Regel mittels elektronischer Sicherungen am tragenden Menschen gegen Wegnahme gesichert werden. Sie enthalten oft auch so genannte Security Packs, das sind Vorrichtungen, die bei unbefugtem Öffnen den Inhalt durch Einfärbung unbrauchbar machen.
- Arztkoffer dienen Ärzten als Aufbewahrungsort für Utensilien bei Hausbesuchen.
- Notfallkoffer enthalten Material für die medizinische Versorgung von Notfallpatienten.
- Spurensicherungskoffer sind Koffer, die Utensilien für die kriminalistische Spurensicherung enthalten.
- Museumskoffer sind museumspädagogische Hilfsmittel.
- Musterkoffer enthalten Produkte bzw. Produktmuster zur Verkaufspräsentation.
- Flightcases werden vielfach von Musikern und Veranstaltungstechnikern genutzt. Sie werden besonders robust hergestellt, um einen sicheren Transport zu garantieren.
- Motorradkoffer werden paarweise am Heck eines Motorrads befestigt. Sie unterscheiden sich von Hecktaschen dadurch, dass sie aus starrem Material bestehen und dass es herausnehmbare Innentaschen gibt, so dass sie am Motorrad verbleiben können, da sie an der (dem Hinterrad zugewandten) Innenseite meist stark verschmutzt sind. In vielen Fällen unterscheiden sie sich von Hecktaschen auch dadurch, dass sie bei Diebstahl als Fahrzeugteile gelten und mitversichert sind und dass sie im Autoreisezug am Fahrzeug verbleiben können.
- Schrankkoffer sind besonders große Koffer, die dazu bestimmt sind, auf einer Schmalseite aufrecht hingestellt und geöffnet zu werden. Die beiden Hälften stehen geöffnet wie zwei Schrankfächer nebeneinander und sind häufig auf einer Seite mit Schubladen unterteilt. Solche Koffer wurden Anfang des 20. Jahrhunderts von wohlhabenden Besitzern beispielsweise für Atlantiküberfahrten in Luxusschiffen verwendet und heißen daher auch Überseekoffer. Heute sind sie kaum noch gebräuchlich.
- Mein Koffer für die letzte Reise ist der Titel von Ausstellungen, in der die Mitwirkenden ihren persönlichen Koffer mit Gegenständen packen, die sie auf ihrer letzten irdischen Reise mitnehmen würden.[1]

Scherzhaft bezeichnet man einen kleinen Koffer, in den gerade einmal Zahnbürste und Unterwäsche zum Wechseln passen, als Buko, als „Beischlaf-“ oder „Bums-Utensilien-Koffer“ (französisch baise-en-ville).
Alle Spezialkoffer sind jeweils individuell für den Verwendungszweck angepasst.

## Materialien

Produktion eines Koffers aus Aluminium

Neben den optischen Gestaltungsmöglichkeiten sind vor allem Strapazierfähigkeit und ein niedriges Gewicht die entscheidenden Eigenschaften für Koffermaterialien. Man unterscheidet grundsätzlich zwischen Weichgepäck (oder Weichschalenkoffer) und Hartgepäck (oder Hartschalenkoffer).
Für Hartschalenkoffer werden vor allem Aluminium, Kunststoffe (wie Polypropylen, ABS oder Polycarbonat) und seit kurzem auch der Werkstoff Curv verwendet. Curv wird aus Polypropylen Endlosfasern erzeugt und zeichnet sich durch hohe Belastbarkeit bei gleichzeitig sehr niedrigem Gewicht aus. Vulkanfiber war bis in die 1960er Jahre ein häufig verwendetes Material für Koffer.
Für Weichgepäck werden Gewebe aus Perlon, Nylon oder anderen Fasern sowie Leder verwendet.

## Berühmte Koffer
- Schindlers Koffer
- Mielkes roter Koffer

## Sonstiges
Fluggesellschaften bringen vor dem Abflug Anhänger mit Codierungen und anderen Aufschriften u. a. an Koffern an. Typisch für Reisekoffer sind Kofferanhänger mit meist – aus Datenschutzgründen – verdeckten Angaben zum Namen und zur Anschrift des Besitzers.
Vor dem Flug wird das Gepäck auf gefährliche Gegenstände untersucht, indem es mit Röntgenstrahlen durchleuchtet wird. Des Weiteren gibt es für Gepäckstücke besondere Flugbestimmungen, die zu beachten sind. In einigen Staaten der USA ist es untersagt, Koffer abzuschließen. Von der Herstellerseite wurde darauf mit dem sogenannten TSA-Schloss reagiert. So kann man seinen Koffer immer noch abschließen, ermöglicht aber auch den Behörden den geforderten Zugriff. Der Inhalt des Koffers ist dadurch weiterhin bestmöglich vor Fremden geschützt.
Handgepäck (Bordgepäck) wird in die Kabine mitgenommen. Größere Gepäckstücke werden im Frachtraum verstaut und nach der Landung über Fließbänder an die Fluggäste zurückgegeben.
Umgangssprachlich werden „schwarze Koffer“ benutzt, um Schwarzgeld zu übergeben.

## Koffer in Kunst und Kultur
Koffer haben ihren festen Platz sowohl in Kunst und Literatur als auch in den populären Medien. Beispiele:
- Der fliegende Koffer, Märchen von Hans Christian Andersen
- Reisebekanntschaft, deutscher Spielfilm aus dem Jahr 1943 (Verwechslungslustspiel um einen Koffer)
- Ich hab' noch einen Koffer in Berlin, Schlager aus dem Jahre 1951, gesungen von Bully Buhlan